# Ichneumon pupparum
Ichneumon pupparum là một loài tò vò trong họ Ichneumonidae.